# نوپسرها پالسینز
نوپسرها پالِسینز یک گونه سوسک از خانوادهٔ سوسک‌های شاخک‌دراز است. این گونه توسط پروفسور پر اولوف کریستوفر آوریویلیوس در سال ۱۹۱۳ توصیف و بررسی شد. این گونه در کشور بوروندی یافت شده‌است.